# Trechalea paucispina
Trechalea paucispina är en spindelart som beskrevs av Lodovico di Caporiacco 1947. Trechalea paucispina ingår i släktet Trechalea och familjen Trechaleidae. Inga underarter finns listade i Catalogue of Life.